# Philipp Houben

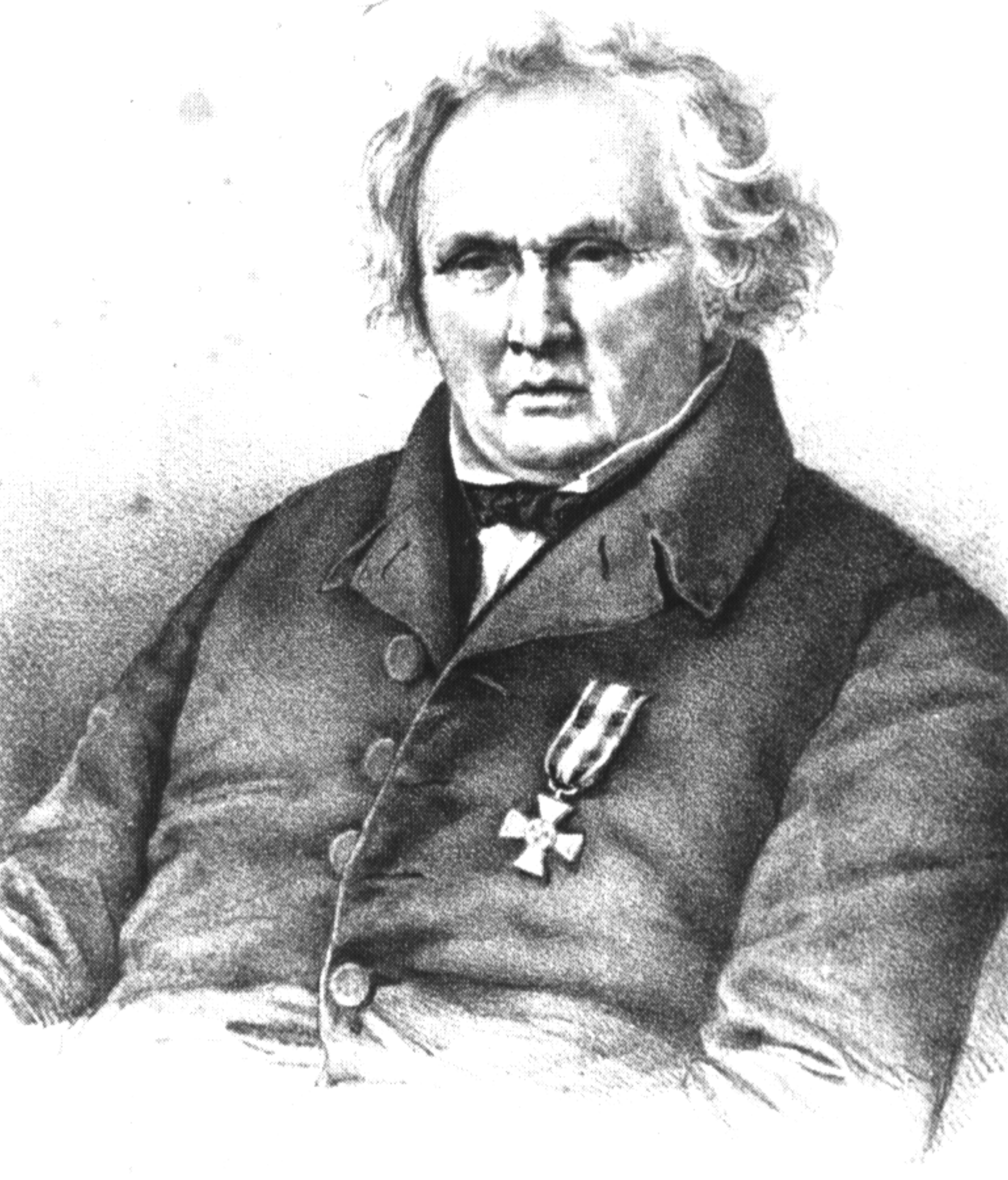
Philipp Houben (1767–1855)

Philipp Houben (* 25. September 1767 in Grathem (Niederlande); † 12. August 1855 in Xanten) war ein deutscher Verwaltungsbeamter, Notar und als Autodidakt Provinzialrömischer Archäologe. Philipp Houben führte die ersten schriftlich und zeichnerisch dokumentierten systematischen Ausgrabungen in der römischen Stadt Colonia Ulpia Traiana sowie im Legionslager Vetera durch.

## Leben und Wirken

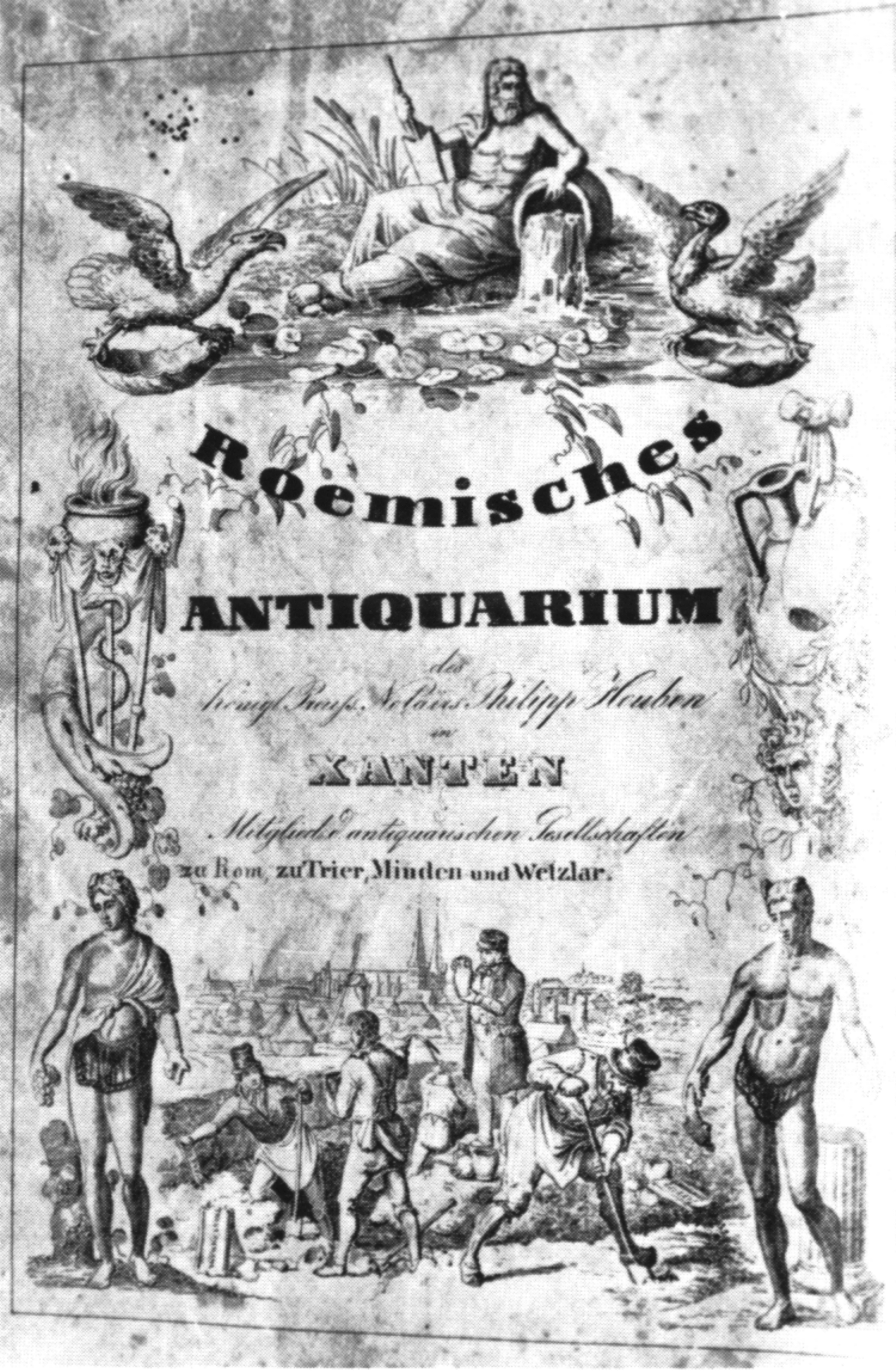
Titelblatt von Houbens Publikation der Xantener Funde (1839)

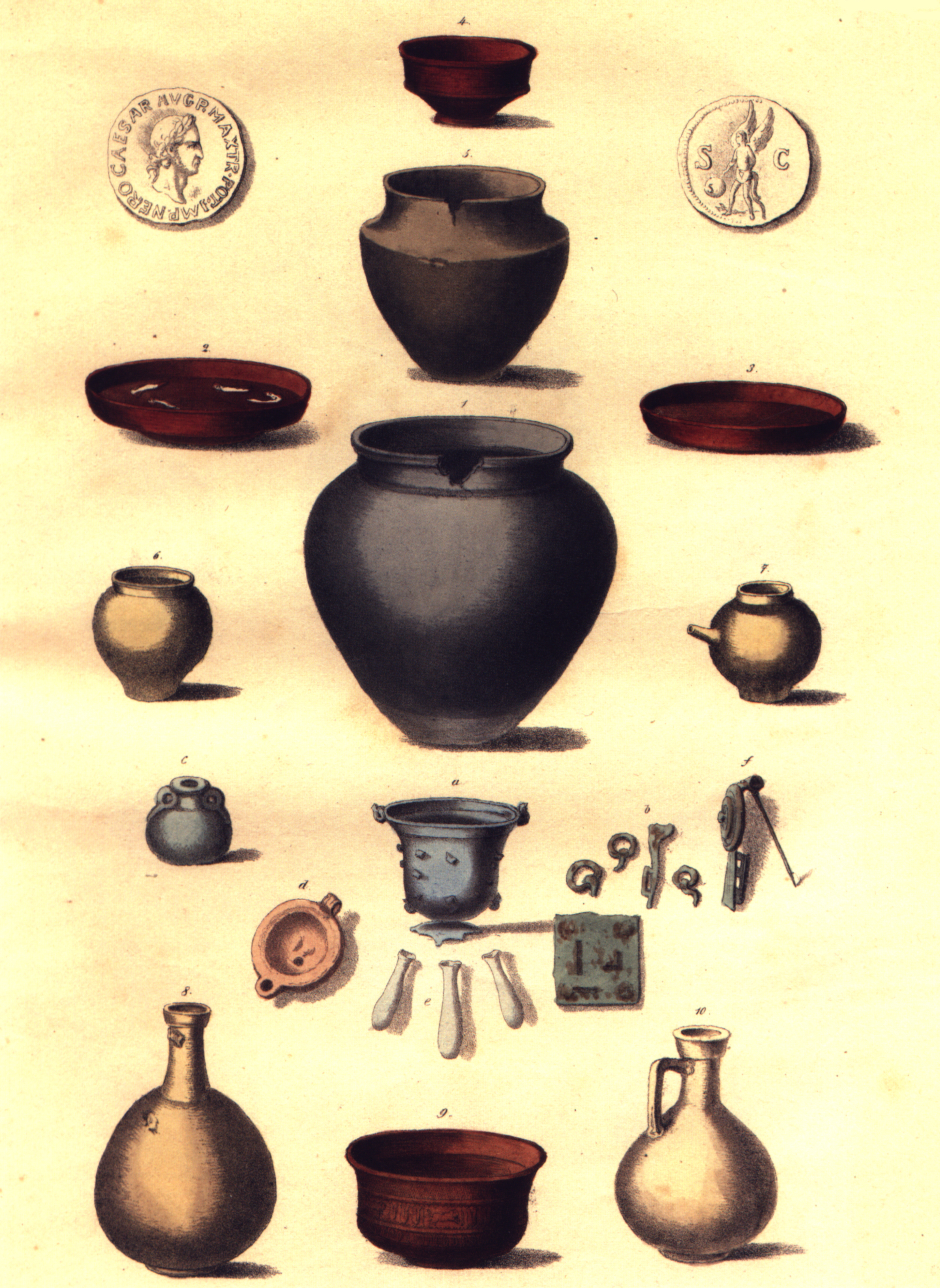
Tafel 15 aus Houbens Publikation der Xantener Funde (1839)

Philipp Houben wurde als ältester Sohn seiner Familie in Grathem, einer kleinen Gemeinde an der Maas in den Niederlanden, geboren. Er stammte aus ärmlichen Verhältnissen. 1784 begann er in Geldern eine Verwaltungslaufbahn, in deren Rahmen er unter anderem in Goch und Kleve tätig war. Schließlich kam er 1798 nach Xanten, wo er ab 1822 als Notar wirkte. Offiziell bekleidete er dieses Amt bis zu seinem Tode, de facto übte er es aber seit 1845 nicht mehr aus.
In Xanten geriet er durch den Pfarrer Johannes Spenrath in Berührung mit den Altertumswissenschaften, die ihn seither nicht mehr losließen. 1803 erwarb er die alte Propstei des Ortes und richtete mit seinen Funden dort ein privates Museum ein. Dieses soll zwischen 1820 und 1856 von insgesamt etwa 11.000 Personen besucht worden sein. Von 1819 bis 1849 führte er auf eigene Kosten Ausgrabungen auf dem Gebiet der römischen Stadt Colonia Ulpia Traiana sowie im Legionslager Vetera durch. Dabei legte er unter anderem rund 1.500 römische Gräber frei. Ziel seiner Unternehmungen war in erster Linie, Objekte für seine Altertümer-Sammlung zu erhalten. Allerdings war er einer der ersten frühen Archäologen, die ihre Grabungen schriftlich und zeichnerisch dokumentierten.
Durch die Grabungen sowie durch Käufe im Antikenhandel vergrößerte Houben seine Sammlung auf letztlich ungefähr 4500 Objekte. Ein eigener Raum der Sammlung war Stücken mit erotischen Darstellungen vorbehalten. Der Zutritt dazu war Besuchern nur gegen ein Eintrittsgeld möglich, das Houben für wohltätige Zwecke spendete. 1839 gab er die beiden Schriften Denkmaeler von Castra Vetera und Colonia Traiana und Antike erotische Bildwerke heraus, deren Text von dem Gymnasialprofessor Franz Fiedler stammte.
Philipp Houben verstarb am 12. August 1855. Seine Sammlungen wurden vorerst an ihrem alten Ort belassen, bis bei einem Einbruch im Jahr 1859 ein erheblicher Teil der Exponate gestohlen wurde. Weder die Stadt Xanten noch die Rheinische Friedrich-Wilhelms-Universität Bonn konnten sich zu einem geschlossenen Ankauf der verbleibenden Stücke entschließen, sodass die Sammlung am 4. Juni 1860 durch ein Kölner Auktionshaus versteigert wurde. Dabei wurden die Sammlungen über viele europäische Länder verstreut, der Großteil der Funde wird heute als verschollen angesehen.
Er ist der Vater des deutschen Juristen und Politikers Ludwig Franz Houben (1803–1884) und ein direkter Vorfahre des deutschen Kunsthistorikers Harold Hammer-Schenk (* 1944).

## Mitgliedschaften
Er war korrespondierendes Mitglied der antiquarischen Gesellschaften von Rom, Trier, Bonn, Wetzlar, Minden und Antwerpen sowie Ehrenmitglied des Historischen Vereins für den Niederrhein.
Philipp Houben war Gründungsmitglied der Schützengesellschaft Xanten e. V.

## Schriften
- mit Franz Fiedler: Denkmaeler von Castra Vetera und Colonia Traiana in Ph. Houben's Antiquarium zu Xanten. Xanten, Wesel 1839 Volltext.
- Antike erotische Bildwerke in Ph. Houben's Antiquarium zu Xanten. Xanten, Wesel 1839 Volltext.